# 維什涅韋 (別列佐夫卡區)
47°12′1″N 30°43′8″E / 47.20028°N 30.71889°E
維什內韋（烏克蘭語：Вишневе）是位於烏克蘭西南部的村莊，由敖德萨州贝雷济夫卡区的羅茲克維特市鎮負責管轄。該村始建於1930年，面積0.91平方公里，海拔高度97米，2001年人口165，人口密度每平方公里181.52人。